# ヤーン・ムハ
ヤーン・ムハ（スロバキア語: Ján Mucha, 1982年12月5日 - ）は、スロバキア・プレショウ県出身のサッカー選手。ポジションはゴールキーパー。

## 経歴

### クラブ
スロバキアの地元クラブであるTJスロヴァン・ベラー・ナド・ツィロホウ (TJ Slovan Belá nad Cirochou) でキャリアを始めた。その後、MŠKスニナ (MŠK Snina) を経てFKインテル・ブラチスラヴァに移籍した。そこでは2年間トップチームに在籍したが、公式戦での出場は無かった。2002年にMŠKジリナに加入すると、スロバキアリーグ優勝を2度経験した。2005年に1.HFCフメンネに半年間のレンタル移籍をしている。
2005年、ポーランドのレギア・ワルシャワに加入した。初年度はアルトゥール・ボルツが移籍したものの彼と同じポーランド代表のウカシュ・ファビアンスキの控えに甘んじた。ファビアンスキが2007年にアーセナルに移籍すると正GKに昇格した。その後、レギア・ワルシャワで2008年にポーランド・カップとポーランド・スーパーカップ制覇に貢献した。
2010年1月20日、イングランドのエヴァートンFCと7月1日に入団する前提で仮契約を交わした。
8月4日にグディソン・パークで行われたチリのエベルトン・デ・ビニャ・デル・マールとの親善試合でハーフタイムにイアイン・ターナーと交代するまで45分間プレーし、エヴァートンでのデビューを果たした。8月25日にはフットボールリーグカップのハダースフィールド・タウンFC戦での公式戦初出場を5対1の勝利で飾った。9月21日の同大会ブレントフォードFC戦でも出場したが、後半ペナルティーキックをストップしたもののPK戦3-4でチームは敗退した。なおこのシーズン、プレミアリーグでの出場機会は無かった。
それ以降もティム・ハワードの控えとして過ごしていたが、2013年2月26日のFAカップ5回戦のオールダム戦でハワードは背骨を骨折。3月2日のレディングFC戦でプレミアデビューを飾ると、3月9日のマンチェスター・シティFC戦では前年王者に対して落ち着いた守りで得点を許さず2-0で勝利した。
2013年シーズンはロシア・プレミアリーグのクリリヤ・ソヴェトフ・サマーラに完全移籍。

### 代表
スロバキア代表としては2008年2月6日に行われた国際親善試合ハンガリー戦でデビューを果たす。2010年、南アフリカで開催されたFIFAワールドカップでは背番号1を背負いスロバキアの守護神として全4試合に出場し、チームは決勝トーナメントに進出した。

## 代表歴

### 出場大会
- スロバキア代表
  - 2010 FIFAワールドカップ

### 試合数
- 国際Aマッチ 46試合 0得点（2008年-2016年）[5]

| スロバキア代表 | 国際Aマッチ | 国際Aマッチ |
| 年             | 出場        | 得点        |
| -------------- | ----------- | ----------- |
| 2008           | 4           | 0           |
| 2009           | 9           | 0           |
| 2010           | 12          | 0           |
| 2011           | 7           | 0           |
| 2012           | 3           | 0           |
| 2013           | 4           | 0           |
| 2014           | 3           | 0           |
| 2015           | 2           | 0           |
| 2016           | 2           | 0           |
| 通算           | 46          | 0           |